# Astylosternus ranoides
Astylosternus ranoides es una especie de anfibios de la familia Arthroleptidae.
Es endémica de Camerún Camerún.
Sus hábitats naturales incluyen los bosques montanos tropicales, zonas de arbustos, praderas a gran altitud, ríos, pantanos y lagos de agua fresca.
Está amenazada de extinción por la pérdida de su hábitat natural.